# Chabuata paulista
Chabuata paulista är en fjärilsart som beskrevs av Jones 1914. Chabuata paulista ingår i släktet Chabuata och familjen nattflyn. Inga underarter finns listade i Catalogue of Life.